# Eat You Up
Eat You Up是一首發行於1985年的英語歌曲，為英國女性創作歌手Angie Gold的代表作，由她（以原名Angelina Kyte名義）與Anthony Baker共同創作，Les Hunt監製。

## 榜單成績
此歌於美國告示牌舞曲夜店歌曲榜最高排名為第30位。
此歌於日本受到歡迎，獲得Oricon公信榜國際單曲週榜連續4週冠軍。

## 翻唱版本
此歌在日本取得成功後，其日語翻唱版本之一，女歌手荻野目洋子的ダンシング・ヒーロー (Eat You Up)（Dancing Hero之意）亦牽起熱潮。隨後亞洲地區出現多個重新填詞的翻唱版本，其中以香港女歌手陳慧嫻的跳舞街最為知名。
在2010年代連奪多個日本學界舞蹈比賽獎項的大阪府立登美丘高等學校舞蹈部，2017年參加日本高中舞蹈部錦標賽夏季賽的演出項目「Bubbly Dance」（バブリーダンス），以Dancing Hero為背景音樂，因此舞的矚目，Dancing Hero及荻野目洋子重獲關注，其後荻野目洋子曾與該校舞蹈部合作演出此歌。「Bubbly Dance」的影響亦傳至韓國，當地有一隊較年長的女子音樂組合Celeb Five因受其啟發而成立，她們的出道作品為Dancing Hero的韓語翻唱版本，在編舞、造型、編曲上均模仿「Bubbly Dance」。
| 地區／語言 | 歌名                              | 歌手           | 填詞        | 年份       | 備註                                                               |
| ---------- | --------------------------------- | -------------- | ----------- | ---------- | ------------------------------------------------------------------ |
| 日本語     | Eat You Up                        | 矢野有美       | 真名杏樹    | 1985       |                                                                    |
| 日本語     | ダンシング・ヒーロー (Eat You Up) | 荻野目洋子     | 篠原仁志    | 1985       |                                                                    |
| 日本／英語 |                                   | 荻野目洋子     | Marco Bruno | 2014或2017 | 以Dancing Hero為主題的英語版                                       |
| 香港／粵語 | 跳舞街                            | 陳慧嫻         | 林敏驄:199  | 1986       | 承襲荻野目洋子版的部分原創英語歌詞                                 |
| 香港／粵語 | 勁之夜                            | 林志美         | 林振強:85   | 1986       | 承襲荻野目洋子版的部分原創英語歌詞                                 |
| 臺灣／國語 | 城市少女                          | 城市少女       |             | 1985       |                                                                    |
| 臺灣／國語 | 玻璃舞鞋                          | 錢幽蘭         | 錢幽蘭      | 1987       | 承襲荻野目洋子版的部分原創英語歌詞                                 |
| 臺灣／國語 | 舞動的心                          | 藍心湄         | 顧寧        | 1987       | 後陳慧嫻曾於自己的國語專輯翻唱此版本                               |
| 韓國語     |                                   | 李銀河（）     |             | 1986       |                                                                    |
| 韓國語     |                                   | 楊承惠（）     |             | 2003       |                                                                    |
| 韓國語     | [ 註 3 ]                          | Celeb Five（셀럽파이브） |             | 2018       | 編曲上演變自Bubbly Dance舞蹈版；承襲荻野目洋子版的部分原創英語歌詞 |

## 備註
1. ↑  此名取自1980年代日本泡沫經濟。
2. ↑  「Bubbly Dance」最終雖只獲得比賽亞軍，但關注度遠超其他學校或該校的其他舞蹈作品。此舞獲攝製一個官方MV，當中加插了一些1980年代歐美流行曲段落，如前奏使用了歌曲Venus（英语：Venus (Shocking Blue song)）（Bananarama版本）的前奏音樂，2021至22年間香港無綫電視歌唱選秀節目《聲夢傳奇》和《聲夢Junior》之中，參賽者演唱跳舞街時也有相同的前奏。
3. 1 2  英語為「 Celeb Five (I Wanna Be a Celeb)」，「名流五人組 (我想成為名流)」之意。
4. ↑  荻野目洋子官方YouTube頻道發表於2018年的此歌影片（YouTube上的），指發行日期為2014年10月15日，存疑。
5. 1 2  歌名與組合名稱相同。
6. ↑  此歌名稱在臺灣流行音樂資料庫寫成「玻璃鞋」，當為筆誤。歌詞中亦有「玻璃舞鞋」一語。